# Leptochiton alveolus
Leptochiton alveolus é uma espécie de molusco pertencente à família Leptochitonidae.
A autoridade científica da espécie é M. Sars MS, Lovén, tendo sido descrita no ano de 1846.
Trata-se de uma espécie presente no território português, incluindo a zona económica exclusiva.